# Harrow (Londen)
Harrow is een historische plaats in Engeland, tegenwoordig een wijk in het Londense bestuurlijk gebied London Borough of Harrow, in het noordwesten van de regio Groot-Londen.
Harrow geldt als een welvarende woonwijk in Londen. Harrow-on-the-Hill telt een groot aantal listed buildings, die over het algemeen fraai gerestaureerd zijn. Hier bevindt zich tevens een fameuze public school voor jongens, Harrow School.
Het metrostation Harrow-on-the-Hill verbindt Harrow al sinds 1880 met het centrum van Londen.
Harrow wordt in de toekomstvisie London Plan (2004/2015) aangemerkt als een van de 19 metropolitan centres van Groot-Londen met een verzorgingsgebied groter dan de eigen borough. Tevens vormt het, samen met Wealdstone, een van de 38 opportunity areas in de agglomeratie, gebieden met positieve ontwikkelingsmogelijkheden.

## Geboren in Harrow
- Roger Bannister (1929-2018), atleet en neuroloog
- Barbara Shelley (1932-2021), actrice
- Ian Dury (1942–2000), zanger / liedjesschrijver en bandleider
- Michael Rosen (1946), kinderboekenschrijver
- Gavin Harrison (1963), musicus, drummer (Renaissance, Porcupine Tree, King Crimson, The Pineapple Thief, Incognito en Level 42)
- Suella Braverman (1980), conservatief politica

## Galerij

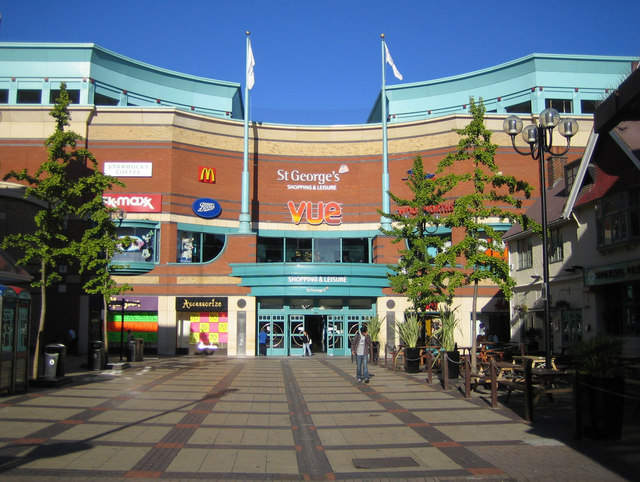
Modern winkelcentrum
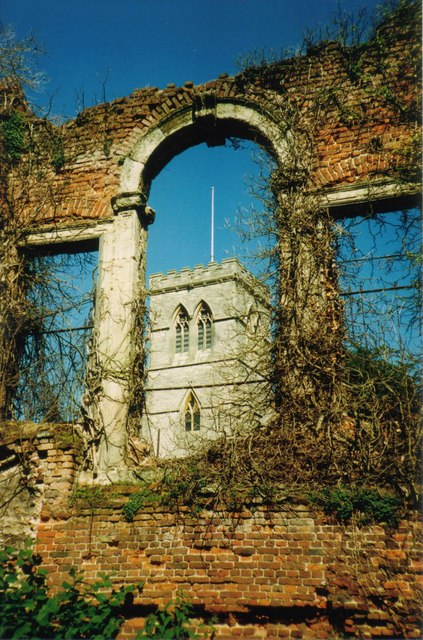
St John's Church
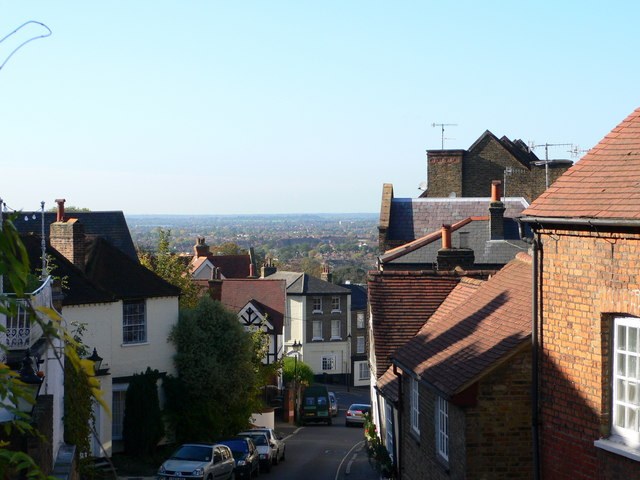
Harrow-on-the-Hill